# 風雨強かるべし
『風雨強かるべし』（ふううつよかるべし）は、広津和郎の小説。『報知新聞』1933年8月12日から1934年3月17日まで連載され、1934年7月、改造社から刊行された。
昭和初年の社会運動がさかんだった時代に材をとった、同時代の風俗を描いた作品である。作者は、本格的な新聞小説はこれがはじめてで、のちに「純文芸作家が新聞小説界に進出すべき事を日頃から主張していた私としては、これはこの主張を実行に移した最初の試みである」と書いている。また、連載がはじまった直後に、警視庁と内務省から新聞社に「左翼の具体的な運動方法とか、警察の留置所や取調模様」などを書いてはいけないという指示が来たのだと、戦後になって作者は回想している。
1975年に、NHKの銀河テレビ小説でドラマ化された。